# Điện Mặt Trời BMT
Điện Mặt Trời BMT là nhà máy điện Mặt Trời xây dựng trên vùng đất xã Ea Phê và Krông Búk huyện Krông Pắc tỉnh Đắk Lắk, Việt Nam.
Điện Mặt Trời BMT có công suất lắp máy 30 MWp, khởi công tháng 8 năm 2018, khánh thành tháng 4 năm 2019. Diện tích làm việc 34,5 ha, ở dưới chân đập Krông Búk Hạ, có điện lượng bình quân hàng năm hơn 44 MWh/năm.